# Marc Herremans

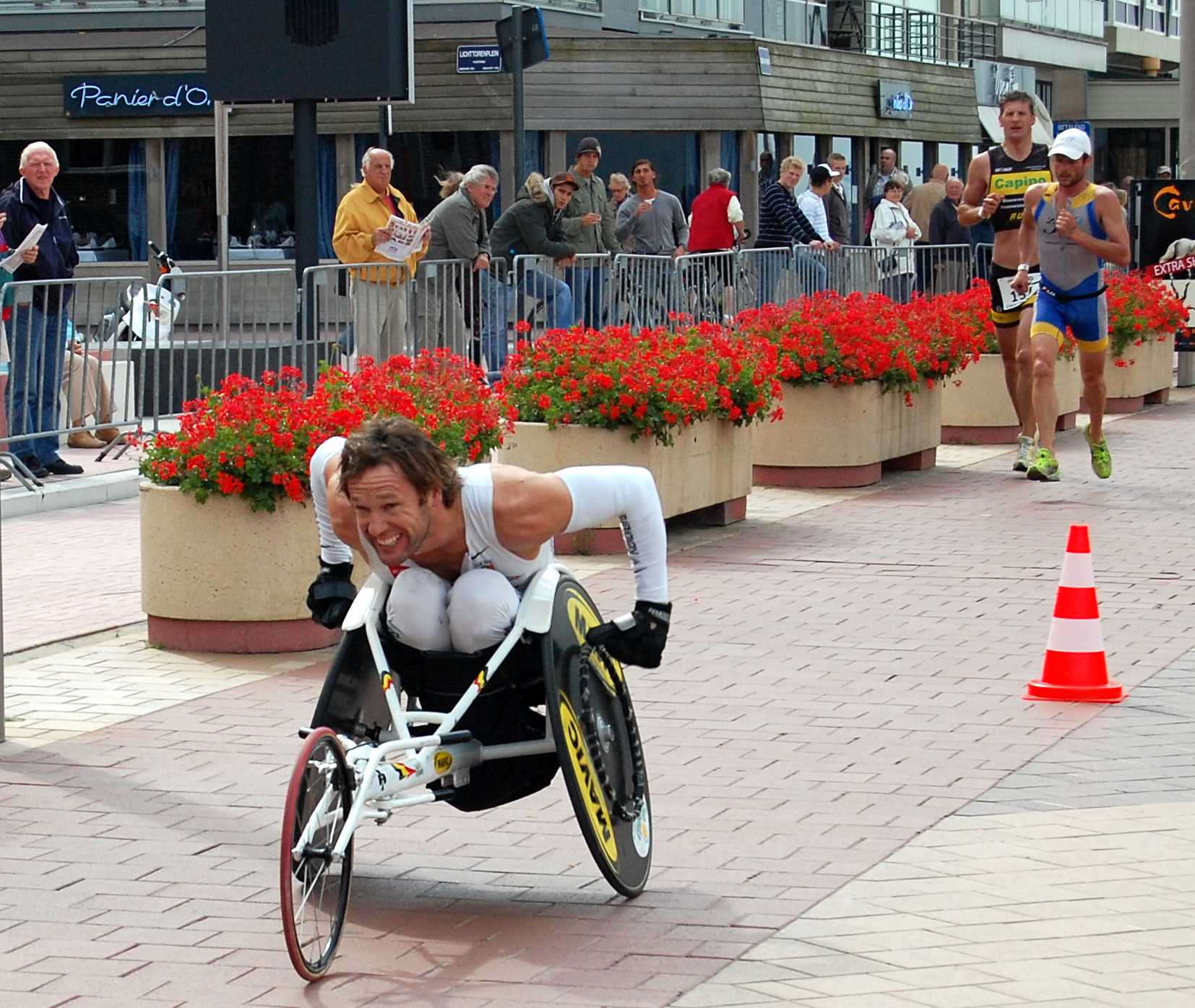
Marc Herremans tijdens de Zwintriatlon in Knokke.

Marc Herremans (Merksem, 19 december 1973) is een Belgisch triatleet. Hij nam deel aan verschillende Ironman wedstrijden. Sinds 2002 is hij verlamd en nam daarna een aantal jaren in een rolstoel deel aan deze sport. 

## Sportloopbaan
Herremans was voor zijn sportloopbaan werkzaam als bouwvakker. Ook was hij paracommando en vrijwilliger bij de lokale brandweer. Hij begon eind jaren 90 met deelname aan triatlons. Door zijn vierde plaats in de Ironman Australia kon hij een plek bemachtigen voor de Ironman Hawaï. Na tweemaal een achtste plaats op het WK triatlon behaalde hij een zesde plaats in de Ironman van Hawaii (beste nieuwkomer) op 6 oktober 2001. 
Door een fietsval tijdens een training op het eiland Lanzarote op 28 januari 2002 raakte Herremans deels verlamd en kwam in een rolstoel terecht. Hij besloot triatleet te blijven. Met behulp van een voor zijn handicap omgebouwde fiets (handbike) voor het fietsen en een racerolstoel/wheeler voor het lopen en door alleen met de armen te zwemmen strijdt hij mee in aparte triatlons. In 2003 reed Herremans de Ironman in Hawaï van start tot finish uit. In 2007 was hij de eerste rolstoelatleet die deelnam aan de loodzware Crocodile Trophy in Australië.
Herremans won op 22 oktober 2006 in zijn categorie hand-cycle de overwinning in de Ironman Hawaï, een hoogtepunt in zijn sportloopbaan. In 2007 beëindigde hij de Crocodile Trophy, maar door de totale uitputting moest hij hiervan maanden herstellen. Hierna besloot Marc Herremans te stoppen met topsport.

## Na de sportloopbaan
Herremans startte een organisatie To Walk Again die onderzoek doet naar ruggenmergletsels. Sindsdien is hij trainer van triatleten en andere sportmensen en teammanager van het Athletes For Hope-team. Hij is oprichter van het 185 Coaching Center en van de Athletes For Hope weide. Hij organiseert regelmatig charity events en is in te huren als motivational spreker.

## Persoonlijk en erkenning
In 2002 werd hij door de Belgische sportpers tot sportpersoonlijkheid van het jaar gekozen. Daarnaast won hij de Vlaamse Reus, werd hij geridderd door de Koning en kreeg de Nationale erepenning van het Vlaamse Parlement. In 2005 eindigde hij op nr. 151 in de Vlaamse versie van de verkiezing van De Grootste Belg, buiten de officiële nominatielijst. In 2006 werd hij door de organisatie Inside Triathlon uitgeroepen tot Athlete of the year. Eind 2007 werd Herremans veroordeeld voor bewezen uitkeringsfraude tot acht dagen gevangenisstraf met uitstel en een boete van 2750 euro met uitstel. Hij had verzuimd na zijn ongeval door te geven dat hij opnieuw ging werken en de triatlonsport ging hervatten. Marc Herremans heeft drie kinderen.

## Boeken en film
- 2002, Ironman : op zoek naar een nieuwe uitdaging. ISBN 9789044701050. Co-auteur is Paul Van Den Bosch.
- 2007, To walk again : knokken tot de finish, ISBN 9789044709582. Verfilmd als To Walk Again door Stijn Coninx, de muziek werd gemaakt door Ozark Henry; in de cast zaten naast hemzelf de Belgische topsporters Luc Van Lierde, Kim Clijsters en Kim Gevaert.
- 2007, Compleet handboek trainen voor de triatlon, ISBN 9789044714326. Co-auteur is Paul Van Den Bosch.
- De kaarten van je leven
- Flamingo!, Kim Crabeels
- Hout, Marc Herremans

## Palmares
Triatlon
- 1997: 24e EK olympische afstand in Vuokatti - 2:04.11
- 1998: 32e EK olympische afstand in Velden - 1:56.51
- 1999: 8e WK lange afstand in Säter - 5:54.20
- 2000: 12e Ironman Austria - 8:35.12
- 2001: 8e WK lange afstand in Fredericia - 8:34.06
- 2001: 4e Ironman Australia - 8:47.01
- 2001: 6e Ironman Hawaï - 8:51.19

Triatlon (hand-cycle)
- 2002: DNF Ironman Hawaï
- 2003:  Ironman Hawaï - 13:24.25
- 2004:  Ironman Hawaï - 13:48.23
- 2005:  Ironman Hawaï - 10:57.25
- 2006: 25e Ironman Lanzarote - 14:03.40
- 2006:  Ironman Hawaï - 10:53.29
- 2008: DNF Ironman Austria
- 2008:  Ironman Hawaï - 11:46.42

1992 Sabine Appelmans · 1993 Gella Vandecaveye · 1994 Frédérik Deburghgraeve · 1995 Johan Museeuw · 1996 Luc Van Lierde · 1997 Luc Van Lierde · 1998 Frédérik Deburghgraeve · 1999 Luc Van Lierde · 2000 Kim Clijsters · 2001 Kim Clijsters · 2002 Kim Gevaert · 2003 Marc Herremans · 2004 Kim Gevaert · 2005 Tom Boonen · 2006 Tia Hellebaut · 2007 Kim Gevaert · 2008 Tia Hellebaut · 2009 Niels Albert · 2010 Kim Clijsters · 2011 Thomas Van Der Plaetsen · 2012 Evi Van Acker · 2013 Frederik Van Lierde · 2014 Delfine Persoon · 2015 Marieke Vervoort · 2016 Greg Van Avermaet · 2017 Nina Derwael · 2018 Nina Derwael · 2019 Emma Meesseman · 2020 Wout van Aert · 2021 Bashir Abdi en Peter Genyn · 2022 Remco Evenepoel · 2023 Patrick Lefevere · 2024 Jan Vertonghen